# Prosena, Ruse
Prosena (în bulgară Просена) este un sat în comuna Ruse, regiunea Ruse,  Bulgaria. 

## Demografie
Componența etnică a satului Prosena
     Turci (16,98%)
     Bulgari (54,11%)
     Romi (10,85%)
     Nicio identificare (18,03%)
La recensământul din 2011, populația satului Prosena era de 571 locuitori. Din punct de vedere etnic, majoritatea locuitorilor (54,11%) erau bulgari, existând și minorități de turci (16,98%) și romi (10,85%). Pentru 18,03% din locuitori nu este cunoscută apartenența etnică.